# Ga Chiêm Sơn
Ga Chiêm Sơn là một trạm đường sắt cũ trên tuyến đường sắt Bắc Nam nằm ở xã Duy Trinh, huyện Duy Xuyên, tỉnh Quảng Nam. Trạm Chiêm Sơn nằm giữa hai ga là ga Nông Sơn và ga Trà Kiệu. Vị trí của trạm đường sắt hiện nay là đầu cầu sắt Chiêm Sơn